# Sean Wright
Sean Wright, detto Caestus (Glasgow, 12 febbraio 1981), è un thaiboxer, kickboxer e artista marziale scozzese.

## Biografia
Sean Wright inizia ad applicarsi nelle arti marziali sin dai 14 anni. Egli ha conoscenza di molti tipi di lotta, come il Wing Chun ed il Ninjutsu, fino a quando non scopre la thai boxe.

### Carriera
A 21 anni inizia a disputare incontri più importanti: nel 2005, primo fra gli scozzesi, vince alcuni incontri al Lumpinee Stadium ed al Rajadamnern Stadium. Prende anche parte al campionato mondiale S1.
Nel 2007 partecipa al torneo The Contender Asia, dove viene sconfitto in semifinale da Yodsanklai Fairtex.

### Palmarès
- 2007 Campione Intercontinentale WMC Pesi Welter
- 2003 Campione del Regno Unito di Muaythai IMTC (poi WMC) Pesi Superwelter
- 2002 Campione del Regno Unito di Muaythai IMTC (poi WMC) Pesi Superwelter

| Data                                                     | Risultato | Avversario                | Evento                                 | Luogo                   | Conclusione              | Round | Tempo |
| -------------------------------------------------------- | --------- | ------------------------- | -------------------------------------- | ----------------------- | ------------------------ | ----- | ----- |
| 2009-06-26                                               | Sconfitta | Marco Pique               | Champions of Champions 2               | Montego Bay, Giamaica   | KO (overhand destro)     | 1     | 1:22  |
| 2009-04-04                                               | Sconfitta | Soren Monkongtong         | Evolution 16                           | Brisbane, Australia     | TKO (gomitate)           | 5     |       |
| 2009-03-12                                               | Vittoria  | Yodking                   | Gawilla Stadium                        | Chiang Mai, Thailandia  | KO (gancio sinistro)     | 1     |       |
| 2008-12-06                                               | Sconfitta | John Wayne Parr           | Evolution 15 "The Contender Qualifier" | Brisbane, Australia     | TKO (decisione del team) | 2     | 3:00  |
| 2008-10-27                                               | Sconfitta | Singnoi Sitpholek         | WMC I-1 World Muay Thai Grand Slam     | Hong Kong               | Decisione                | 3     | 3:00  |
| 2008-09-06                                               | Vittoria  | Bruce Macfie              | Evolution 14 "The Contenders"          | Chandler, Australia     | Decisione (unanime)      | 5     | 3:00  |
| 2008-07-05                                               | Vittoria  | Sirichai Siri             | International Muay Thai Superfights    | Shah Alam, Malaysia     | TKO                      | 5     | 2:45  |
| Mantiene il titolo WMC Intercontinental 72 kg            |           |                           |                                        |                         |                          |       |       |
| 2008-05-25                                               | Sconfitta | Kozo Takeda               | Bravehearts 8                          | Giappone                | Decisione (Majority)     | 3     | 3:00  |
| 2008-04-12                                               | Sconfitta | Soren Monkongtong         | The Contender Asia Finale              | Singapore               | Decisione (unanime)      | 5     | 3:00  |
| 2007-10-00                                               | Sconfitta | Yodsanklai Fairtex        | The Contender Asia Episode 13          | Singapore               | KO (montante destro)     | 2     | 1:18  |
| 2007-10-00                                               | Vittoria  | Joakim Karlsson           | The Contender Asia Episode 10          | Singapore               | TKO                      | 2     |       |
| 2007-09-00                                               | Vittoria  | James Martinez            | The Contender Asia Episode 2           | Singapore               | TKO (low kicks)          | 1     |       |
| 2007-03-00                                               | Vittoria  | Dias Kassenov             | Presidents Cup                         | Almaty, Kazakistan      | TKO (gomitate)           | 3     |       |
| Vince il titolo WMC Intercontinental 72 kg               |           |                           |                                        |                         |                          |       |       |
| 2006-12-04                                               | Sconfitta | Dam PhuketGym             | WMC S1 King's Birthday                 | Bangkok, Thailandia     | Decisione                | 5     | 3:00  |
| 2006-03-31                                               | Sconfitta | Craig Jose                | Master A's Show                        | Middleton, Inghilterra  | TKO                      | 2     |       |
| 2005-10-23                                               | Vittoria  | Mattias Karlsson          | Muay Thai Champions                    | Edimburgo, Scozia       | Decisione                | 5     | 3:00  |
| 2005-08-12                                               | Sconfitta | Jan Mazur                 | S1 World Championships                 | Bangkok, Thailandia     | Decisione                | 3     | 3:00  |
| 2005-07-00                                               | Vittoria  | Super Boy                 |                                        | Songkla, Thailandia     | TKO                      | 2     |       |
| 2005-04-30                                               | Vittoria  | Mechai S.Surhin           | Lumpinee Stadium                       | Bangkok, Thailandia     | TKO                      | 1     |       |
| 2005-04-10                                               | Vittoria  | Deatkhunpon S.Kiatsiripat | Rajadamnern Stadium                    | Bangkok, Thailandia     | TKO (low kicks)          | 2     |       |
| 2004-09-24                                               | Sconfitta | Michaeal Dicks            | Master Sken Show                       | Manchester, Inghilterra | TKO                      | 2     |       |
| 2004-08-29                                               | Vittoria  | Howard Stamper            | Heywood Civic Center                   | Heywood, Inghilterra    | TKO                      | 1     |       |
| 2004-02-29                                               | Vittoria  | Andy Jones                | Master Sken Show                       | Manchester, Inghilterra | Decisione                | 5     | 3:00  |
| 2003-10-25                                               | Vittoria  | Paul Bates                | SMTC British Fight Night               | Glasgow, Scozia         | KO (ginocchiate)         | 2     |       |
| Vince il titolo vacante SMTC British pesi superwelter    |           |                           |                                        |                         |                          |       |       |
| 2003-09-27                                               | Sconfitta | Mark Lee                  | "Inghilterra vs Thailandia"            | Urmston, Inghilterra    | Decisione                | 5     | 3:00  |
| Combatte per il titolo vacante SIMTA British pesi welter |           |                           |                                        |                         |                          |       |       |
| 2003-02-23                                               | Pareggio  | Mark Lee                  | Master Sken Show                       | Urmston, Inghilterra    | Decisione                | 5     | 3:00  |
| Combatte per il titolo vacante SIMTA British pesi welter |           |                           |                                        |                         |                          |       |       |
| 2002-04-13                                               | Pareggio  | Liam Shore                |                                        | Linwood, Scozia         | Decisione                | 5     | 2:00  |

## Curiosità
- Sean Wright ha frequentato l'Università di Glasgow.